# Naționalism albanez
Termenul de naționalism albanez se referă la ideologia naționalistă împărtășită preponderent de etnicii albanezi. 
Naționalismul albanez a apărut pentru prima dată în secolul al XIX-lea, în timpul Renașterii Naționale Albaneze.